# Girolamo Muziano
Girolamo Muziano (Acquafredda, prop de Brescia, h. 1528 - 1532 – Roma, 1592) fou un pintor italià del manierisme.
Igual que Battista Franco, Muziano fou un dels pintors de l'àrea veneciana que es van instal·lar en la Roma del segle xvi i que es van integrar en el corrent manierista, frontalment oposada a la dominant a Venècia.

## Vida i obra
Girolamo Muziano neix a Acquafredda, prop de Brescia, en una data no coneguda amb precisió però que fonts indirectes situen cap a 1528-1532. Després d'una formació inicial en la tradició local, en els anys 1544-1546 estudia a Pàdua, on va haver de conèixer l'art de Lambert Sustris, i després passa a Venècia, on romandrà fins al 1549.
Muziano es forma amb Romanino, seguidor de Tiziano. El seu estil juvenil encaixa en la tradició veneciana, que dona prioritat a un colorit ric, aplicat amb pinzellades soltes, en detriment del dibuix. No obstant això, quan s'instal·le a Roma, Muziano haurà d'adaptar-se al gust local, diametralment oposat.
La fama de Muziano despunta nada més arribar a la Ciutat Eterna, cap a 1550. Se l'anomena llavors «Il Giovan dei paesi», per la seua especialització en el paisatge. Exemple d'això és el fons que pinta en La Resurrecció, retaule de Battista Franc, en 1550 i 1551 (Capella Gabrieli de l'església de Santa Maria sopra Minerva). Es tracta d'un paisatge rústic, inspirat en Tiziano i aplicat amb pinzellades rítmiques que recorden a Tintoretto. En la mateixa capella romana, Muziano pinta unisques pilastres al fresc amb figures de profetes, derivades de Miquel Àngel.
Precisament Miguel Àngel es convertirà en nou referent de Muziano. D'acord amb el gust local, marcat pel llegat del gran geni, Muziano treballa un dibuix a i formes plasmades amb detall. Cap a 1554-55 pinta al fresc en l'església romana de Santa Caterina della Rota més profetes i un Somni de José. En aquest últim mural, la figura de l'àngel delata la influència de Taddeo Zuccaro i Pellegrino Tibaldi, encara que Muziano opta per un classicisme més sobri. El paisatge que va pintar en aquesta escena, d'estil “tizianesc”, no va haver de ser molt apreciat, ja que Muziano reduirà la presència d'aquest element en les seues pintures religioses posteriors. Fins i tot haurà de captar encàrrecs fora de Roma, en Orvieto, Loreto (Ancona) i Foligno. En el Duomo d'aquesta última localitat va pintar en 1559 un mural de Santa Isabel visitant als malalts, que va resultar destruït però del que subsisteix com testimoniatge un gravat de Nicolas Beatrizet.
Més èxit va oferir a Muziano el seu Resurrecció de Lázaro (h. 1555; Museus Vaticans), que va dur A Miguel Ángel a dir que el seu autor estava «entre els primers artistes d'aquesta època». En aquesta obra, per ventura la seva més coneguda, Muziano fa gala de la seua habilitat en la representació de figures eixutes i d'aspecte malaltís. També es comentava d'ell el seu interès pels abillaments exòtics i de tipus militar.
Nomenat superintendent del Vaticà, Muziano rep nombrosos encàrrecs del papa Gregori XIII i dissenya mosaics, amb els quals assoleix sorprenents qualitats pictòriques. Es poden esmentar els de la Cappella Gregoriana de la Basílica de Sant Pere del Vaticà.
Muziano va pastar una respectable fortuna gràcies a la seua reconeguda productivitat. El seu afany pel treball li va dur en una ocasió, segons es contava, a afaitar-se el cap per a no poder eixir al carrer. Va destinar part dels seus recursos a pagar la fundació de l'Acadèmia de San Lucca de Roma. Va ser un dels artistes remenats per a la decoració del monestir de l'Escorial; un intermediari de Felip II li esmenta com el millor en actiu a Roma, encara que finalment el rei va haver d'optar per altres pintors.
Girolamo Muziano va morir a Roma el 1592, i va ser enterrat a Santa Maria Maggiore.
Nombroses obres seves es conserven en esglésies i palaus romans. Es poden esmentar: Sant Jeroni pregonant en el desert (Santa Maria degli Angeli e dei Martiri), La Circumcisió (Església del Gesù), L'Ascensió (església d'Araceli)…
En la catedral de Reims es guarda un Lavatorio, i també va pintar uns frescos en la Vila d'Este, a Tívoli.